# Váncsod
Váncsod est un village et une commune du comitat de Hajdú-Bihar en Hongrie. Il couvre un secteur de 34,43 km2.